# Stuttgart Open 2025 - Qualificazioni singolare
Le qualificazioni del singolare maschile del Stuttgart Open 2025 sono state un torneo di tennis preliminare per accedere alla fase finale della manifestazione. I vincitori dell'ultimo turno sono entrati di diritto nel tabellone principale. In caso di ritiro di uno o più giocatori aventi diritto a questi sono subentrati i lucky loser, ossia i giocatori che hanno perso nell'ultimo turno ma che avevano una classifica più alta rispetto agli altri partecipanti che avevano comunque perso nel turno finale.

## Teste di serie
1. James Duckworth (qualificato)
2. Eliot Spizzirri (primo turno)
3. Tristan Boyer (ultimo turno)
4. Márton Fucsovics (qualificato)

1. Nikoloz Basilashvili (ultimo turno)
2. Yannick Hanfmann (qualificato)
3. Pierre-Hugues Herbert (qualificato)
4. Marc-Andrea Hüsler (primo turno)

## Qualificati
1. James Duckworth
2. Pierre-Hugues Herbert

1. Yannick Hanfmann
2. Márton Fucsovics

## Tabellone

### Legenda
| - Q = Qualificato - WC = Wild card - LL = Lucky loser | - ALT = Alternate - SE = Special Exempt - PR = Protected Ranking | - w/o = Walkover - r = Ritirato - d = Squalificato |

### Sezione 1
|  | Primo turno | Primo turno           | Primo turno     | Primo turno | Primo turno |  |  | Ultimo turno | Ultimo turno          | Ultimo turno | Ultimo turno | Ultimo turno |  |
|  |             |                       |                 |             |             |  |  |              |                       |              |              |              |  |
|  | 1           | James Duckworth       | James Duckworth | 6           | 7           |  |  |              |                       |              |              |              |  |
|  |             | Benjamin Hassan       | Benjamin Hassan | 3           | 64          |  |  | 1            | James Duckworth       | 64           | 7            | 6            |  |
|  |             | Hugo Grenier          | 6               | 611         | 2           |  |  | 5            | Nik'oloz Basilashvili | 7            | 65           | 3            |  |
|  | 5           | Nik'oloz Basilashvili | 2               | 7           | 6           |  |  |              |                       |              |              |              |  |

### Sezione 2
|  | Primo turno | Primo turno           | Primo turno           | Primo turno | Primo turno |  |  | Ultimo turno | Ultimo turno          | Ultimo turno | Ultimo turno | Ultimo turno |  |
|  |             |                       |                       |             |             |  |  |              |                       |              |              |              |  |
|  | 2           | Eliot Spizzirri       | Eliot Spizzirri       | 4           | 5           |  |  |              |                       |              |              |              |  |
|  |             | Li Tu                 | Li Tu                 | 6           | 7           |  |  |              | Li Tu                 | 3            | 7            | 1            |  |
|  | Alt         | Maximilian Marterer   | Maximilian Marterer   | 1           | 1           |  |  | 7            | Pierre-Hugues Herbert | 6            | 62           | 6            |  |
|  | 7           | Pierre-Hugues Herbert | Pierre-Hugues Herbert | 6           | 6           |  |  |              |                       |              |              |              |  |

### Sezione 3
|  | Primo turno | Primo turno      | Primo turno      | Primo turno | Primo turno |  |  | Ultimo turno | Ultimo turno     | Ultimo turno     | Ultimo turno | Ultimo turno |  |
|  |             |                  |                  |             |             |  |  |              |                  |                  |              |              |  |
|  | 3           | Tristan Boyer    | 65               | 7           | 7           |  |  |              |                  |                  |              |              |  |
|  |             | Duje Ajduković   | 7                | 67          | 65          |  |  | 3            | Tristan Boyer    | Tristan Boyer    | 612          | 4            |  |
|  | WC          | Max Wiskandt     | Max Wiskandt     | 4           | 2           |  |  | 6            | Yannick Hanfmann | Yannick Hanfmann | 7            | 6            |  |
|  | 6           | Yannick Hanfmann | Yannick Hanfmann | 6           | 6           |  |  |              |                  |                  |              |              |  |

### Sezione 4
|  | Primo turno | Primo turno        | Primo turno | Primo turno | Primo turno |  |  | Ultimo turno | Ultimo turno     | Ultimo turno | Ultimo turno | Ultimo turno |  |
|  |             |                    |             |             |             |  |  |              |                  |              |              |              |  |
|  | 4           | Márton Fucsovics   | 6           | 62          | 7           |  |  |              |                  |              |              |              |  |
|  | WC          | Patrick Zahraj     | 4           | 7           | 5           |  |  | 4            | Márton Fucsovics | 65           | 6            | 6            |  |
|  |             | Beibit Zhukayev    | 6           | 5           | 6           |  |  |              | Beibit Zhukayev  | 7            | 3            | 2            |  |
|  | 8           | Marc-Andrea Hüsler | 3           | 7           | 4           |  |  |              |                  |              |              |              |  |